# Lammassaari (ö i Lappland, Kemi-Torneå, lat 66,12, long 24,89)
Lammassaari är en ö i Finland. Den ligger i Kemi älv och i kommunen Tervola i den ekonomiska regionen  Kemi-Torneå  och landskapet Lappland, i den norra delen av landet, 700 km norr om huvudstaden Helsingfors. Öns area är 4,7 hektar och dess största längd är 0,6 kilometer i öst-västlig riktning.